# Дорошевський Михайло Володимирович
Михайло Володимирович Дорошевський (5 травня 1940, місто Сімферополь, тепер Автономна Республіка Крим — 19 травня 2022, місто Київ) — український діяч, керівник комісії заводу «Гідроприлад» АР Крим. Народний депутат України 2-го скликання. Кандидат економічних наук.

## Біографія
Служив у Радянській армії.
У 1969 році закінчив Ленінградський механічний інститут, інженер-механік.
З 1969 року працював на заводі «Гідроприлад» біля міста Феодосії, був керівником комісії з передачі житлового фонду та інфраструктури селища Орджонікідзе у комунальну власність. Член КПРС.
Одночасно у 1975—1991 читав курси лекцій у Вищій школі господарського управління.
З 1991 року — член правління Кримського республіканського російського культурного товариства.
Член Комуністичної партії Криму (КПУ). З 1993 року — голова контрольної комісії Феодосійської організації Комуністичної партії Криму (КПК); заступник голови президії контрольної комісії КПК міста Феодосії.
Народний депутат України з .04.1994 (2-й тур) до .04.1998, Феодосійський виборчий округ № 34, Республіка Крим. Голова підкомітету з питань Регламенту ВР України Комітету з питань регламенту, депутатської етики та забезпечення діяльності депутатів. Член депутатської фракції комуністів.